# Centrala Tejo
Centrala Tejo (în portugheză: Central Tejo) a fost o centrală termoelectrică, proprietate a Companhias Reunidas de Gaz e Electricidade (CRGE), care furniza energie electrică întregului oraș Lisabona și împrejurimilor sale. Este situată în zona Belem a capitalei Portugheze. Perioada de activitate a fost între anii 1909 și 1972, însă din 1951 a fost folosită ca și centrală de rezervă. De-a lungul timpului a suferit diverse modificări și extinderi, care au trecut prin mai multe faze de construcție și producție.
Primitiva Centrală Tejo, ale cărei clădiri acum nu mai există, a fost construită în anul 1909 funcționând până în anul 1921. În 1914 au început lucrările clădirilor pentru cazanele de mică presiune și ale sălii de mașini, care mai târziu au fost prelungite de mai multe ori. În cele din urmă, în 1941 a avut loc construirea clădirii pentru cazanele de mare presiune, corpul de mare anvergură al centralei, care avea să fie extins în anul 1951, cu adăugarea unui alt cazan.
Funcționând pentru ultima dată în anul 1972, închiderea oficială a acesteia a avut loc în anul 1975, rămânând o mărturie de un patrimoniu arheologic industrial de mare importanță pentru orașul Lisabona. Din acest motiv, a fost clasificată ca Imobil de Interes Public în anul 1986. Din anul 1990 Centrala Tejo este deschisă ca Muzeu de Electricitate.

## Istoria
Clădirile construite în 1909, care acum nu mai există, constituie primitiva Centrală Tejo, care a continuat să lucreze până în 1921. Aceasta a fost desenată și proiectată de inginerul Lucien Neu, iar construcția a fost realizată de firma Vieillard & Touzet (acesta din urmă, Ferdinand Touzet, a fost un discipol al lui Gustave Eiffel).
În decursul anilor, mașinăriile au fost modificate pentru a mării puterea centralei și, în anul 1912, moment în care toate echipamentele au fost instalate, centrala dispunea de cincisprezece mici cazane Belleville și cinci generatoare cu o capacitate de 7,75MW. Din anul 1916 și până când a fost dezactivată în anul 1921, a primit vapori de la noile cazane instalate în clădirea actuală de joasă presiune fiind dezactivată,demontată și folosită ca depozite și ateliere de lucru începând de la acea dată și până în anul 1938, moment în care a fost demolată pentru a se construii clădirea pentru cazanele de mare presiune.

### Faza de Joasă Presiune
Instalațiile de joasă presiune au început să fie construite în anul 1914 și au fost finalizate în anul 1930, având trei faze de construire de mare importanță. Prima (1914-1921) cuprinde construirea a două instalații industriale pentru cazane, sala mașinilor pentru alternatoare și pentru substație.
A doua etapă (1914-1928) corespunde cu prima extindere a sălii pentru cazane cu o nouă instalație longitudinală, cu achiziționarea de un nou generator, cu construirea de un distribuitor de cărbune și cu pilonii pentru canalele circuitului de răcire.
În sfârșit,a treia fază (1928-1930), a avut loc ultima extindere a sălii pentru cazane, cu o nouă instalație industrială de proporții mai mari decât celelalte, de la sala pentru mașini și a substație.
Așadar, începând de la 1930, sala pentru cazane a centralei a avut unsperzece cazane de joasă presiune; zece dintre ele marca Babcock & Wilcox și una marca Humboldt. Sala pentru mașini, la rândul ei, a avut cinci generatoare de diferite puteri și mărci: Escher & Wiss, AEG (două grupuri), Stal-Asea și Escher Wiss/Thompson.

### Faza de Înaltă Presiune
Cu creșterea puterii celor două noi grupuri de turboalternatoare AEG ansamblate în 1934, a fost necesară instalarea de noi cazane, care funcționau cu vapori de înaltă presiune. Construcția a fost ridicată pe terenul ocupat anterior de primitiva Centrală Tejo, care a fost demolată în 1938 pentru a se construii această nouă clădire pentru cazanele de înaltă presiune,cea mai impunătoare clădire a complexului. Interiorul ei adăpostea trei mari cazane de înaltă preiune, marca Babcock & Wilcox, care au început să funcționeze în anul 1941.
Odată cu distrugerea primitivei Centrale Tejo și cu instalarea clădirilor pentru cazanele de înaltă presiune, a fost necesar spațiu pentru ateliere și depozite. CRGE  a cumpărat terenuri adiacente situate în partea de est a complexului,unde era vechea rafinărie de zahăr Senna Sugar Estates, Ltd. proprietatea Companhia de Açúcar de Moçambique (Companiei de Zahăr din Mozambic). A fost de asemenea necesară crearea unei camere, pentru tratarea apei, care a fost instalată în interiorul clădirii pentru cazanele de joasă presiune, de unde au fost dezmembrate primele două cazane.
În 1950 clădirea pentru cazanele de înaltă presiune, a fost extinsă pentru a include încă un cazan, care a intrat în serviciu în anul următor și care a fost ultima extindere a centralei.

### Integrarea în Rețeaua Electrică Națională
Odată cu intrarea în vigoare în anul 1944, a Legii 2002-Legea de Electrificare Națională, care  a dat prioritate absolută pentru producerea de energie hidroelectrică, Centrala Tejo a trecut pe un loc secundar în sectorul electric, datorită construcției primei mari centrale hidroelectrice, barajul Castelo do Bode, care a început să funcționeze în anul 1951, făcând ca Centrala Tejo să devină treptat o centrală de rezervă.
Cu toate acestea, Centrala Tejo s-a menținut în funcționare continuă între anii 1951 și 1968, cu excepția anului 1961. În anul 1972, în urma unui atac împotriva regimului Salazar, au fost distruse liniile electrice de înaltă tensiune care transportau energia electrică de la centrala hidroelectrică Castelo de Bode până în Lisabona, ocazie care a făcut ca centrala Tejo să fie pusă din nou în mișcare, producând energie electrică pentru ultima dată în istoria sa. Închiderea oficială a fost în anul 1975.

### Centrala Tejo ca Muzeu de Electricitate
După închiderea și naționalizarea companiilor electrice, s-a decis darea unei noi vieți acestei vechi centrale termoelectrice, redeschizându-se  cu scopuri culturale. În anul 1986 s-a constituit  prima echipă responsabilă pentru Muzeu, care în anul 1990 a deschis porțile pentru public.
Între anii 2001 și 2005, Muzeul a suferit o restructurare profundă, de la  tot patrimoniul arhitectural până la conținutul muzeologic. În cele din urmă, în anul, 2006, muzeul și-a deschis porțile, dar acum cu un nou tip de muzeologie, mult mai educațional și mai dinamic.

## Setul de Arhitectură
Setul arhitectural al Centralei Tejo, după succesivele transformări și extinderi de-a lungul anilor, este într-o stare perfectă de conservare în cazul unui mare complex de fabricație din prima jumătate al secolului XX.
Întreg complexul de clădiri se află în plină armonie estetică datorită folosirii unei structuri din fier acoperit cu cărămidă în toate corpurile sale. Cu toate acestea,există diferite stiluri între instalațiile de joasă presiune și  clădirea de înaltă presiune.

## Funcționarea Centralei
Principiul de funcționare a unei centrale termoelectrice, se bazează pe arderea unui combustil pentru a produce aburi care, la rândul său, rotește un generator de curent electric. Acest lucru e simplu de realizat teoretic, dar în practică este necesar un set complex de mașini, circuite și logistică.
În Centrala Tejo combustibilul principal a fost cărbunele, care sosea pe cale maritimă și era descărcat în piața cu același nume pentru ca ulterior, să treacă prin concasor și apoi în hambarele mixere. De aici, continua spre banda de distribuție în partea de sus a clădirii, de unde cădea pe banda de ardere în interiorul cuptorului. Aici era ars la o temperatură de aproximativ 1200˚C.
Astfel căldura generată, transforma în aburi apa care trecea prin tuburile din interiorul cazanului și care ulterior, era direcționat către turboalternatoare. Apa folosită aici,circula în circuit închis și era pură din punct de vedere chimical. Pentru aceasta, trecea printr-un proces de purificare și filtrare pentru a prevenii deteriorarea echipametelor centralei.
Prin urmare, aburul călătorea prin tuburi de înaltă presiune (38 kg/cm₂) până la generatoare, unde turbină transforma energie termică de aburi în energie mecanică, iar alternatorul transforma energie mecanică, care era transmisă de turbina, în energie electrică, producând curent electric trifazat de 10 500 V cu o frecvență de 50 Hz, care, după ce trecea prin stația de transformare a centralei, era distribuită către consumatori.
Aburul la rândul său, dupa ce realiza lucrul în turbină, era dirijat spre condensator unde era transformat din nou în apă pentru a fi reutilizat din nou în cazane. Aburul fierbinte redevenea în stare lichidă prin contactul cu pereții reci ai tuburilor din interiorul condensatorului, prin care trecea apa rece din râu. Prin urmare, apa râului niciodată nu intra în contact direct cu apa pură folosită ca fluid de lucru. Din condensator, apa era pompată înapoi în cazane și sub această formă închidea ciclul.

## Condițiile de lucru în Centrală
Funcționarea centralei era imposibilă fără persoanele care,timp de generații, au lucrat acolo. Era necesară o repartiție strictă a muncii, precum și un sistem de lucru în schimburi, pentru a asigura funcționarea continuă a centralei. Aproximativ cinci sute de muncitori care au lucrat toată ziua și toată noaptea, au fost distribuiți pe mai mult de patruzeci și cinci de funcții diferite. Aceste funcții au variat de la descărcători de cărbune, până la cei mai specializați tehnicieni și ingineri, lucrând în sala de cazane, în ateliere de tâmplărie și în fierărie, etc.
Cele mai grele lucrări, erau cele care implicau arderea cărbunelui, fie în sala pentru cazane fie în sala cenușarelor, făcând ca muncitorii să îndure temperaturi extrem de ridicate din cauza arderii cărbunelui în interiorul cazanelor, apoi praful provenit de la cărbune și zgomotele asurzitoare pe tot parcursul timpului lucrat în schimburi, faceau munca foarte grea. Așa  a fost în sala pentru cazane unde lucrau cei mai mulți muncitori și unde erau mai multe sarcini diferite. Aici se întâlneau inginerul tehnic-șef, ingineri tehnici, fochistul-sef,vice-fochistul,fochiști și muncitori (care scoteau cenușa), toți având condiții de lucru dure, mai ales cei din urmă.

## Valoarea Patrimonială

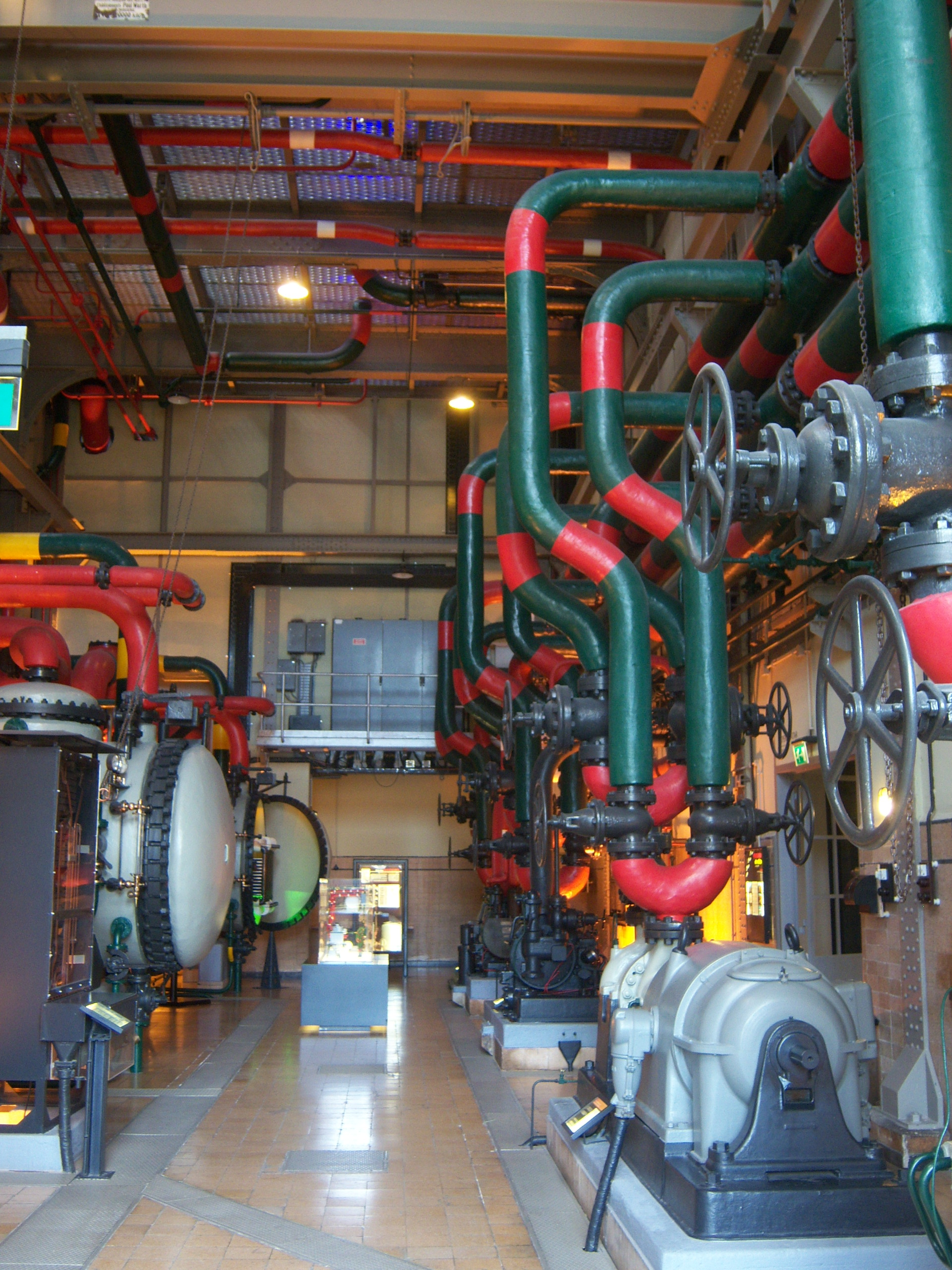
Interiorul Sala de Apă.

Așa cum am menționat mai sus, Centrala Tejo are o enormă valoare patrimonială, nu numai în aspecte de arhitectură sau arheologie, dar de asemenea, istoric, social, antropologic și economic.
Patrimoniul Centralei, lăsat de-a lungul timpului fără activitate,este de netăgăduit. A fost o mare centrală a Lisabonei și a Portugaliei până  la mijlocul secolului XX. Raza de acțiune a ajuns în tot orașul Lisabona și pe Valea Tejului, iluminând străzile, casele și furniza energie electrică pentru fabrici. Fără ea, istoria Lisabonei ar fi fost diferită. Aceasta a fost partea invizibilă a expansiunii și creșterii orașului în secolul al-XX-lea, temelia industrializării regionale și prima cale ferată electrificată a țării (Lisabona-Cascais).
În același timp, Centrala Tejo, a fost crucială pentru modernizarea Lisabonei. Generații de-a rândul,au lucrat și suferit pe sub cazane, pentru ca alții să poată aprinde luminile în casă,să se poată plimba noaptea pe străzile iluminate de lumină artificială, sau să călătorească liniștiți pe scaunele tranvaielor care urcau infernalele pante din Lisabona.
Pe lângă acestea, în cadrul complexului  propriei Centrale, încă există un set de patrimoniu ce se păstrează intact, care a făcut ca această veche centrală termoelectrică să supraviețuiască dezindustrializării zonei Belem și să fie unică în toată țara și probabil în Europa.  
- Bunuri  Imobile.  Toată Centrala Tejo (clasificată ca Imobil de Interes Public din 1986), cu corpurile de joasă presiune și sala de mașini (1914-1930), înaltă presiune și sala de apă (1938-1951), și diversele atelierele ale centralei,a căror set de clădiri,(odată aprținătoare vechei rafinări de zahăr,datată de la sfârșitul secolului al-XIX-lea începutul secolului al-XX-lea), sunt astăzi Centrul de Documentare și Rezervele Muzeului.
- Bunuri  Mobile.  Situate în actualul Muzeu: patru cazane de înaltă presiune marca Babcock & Wilcox din 1941 și 1951; două turboalternatoare marca AEG din 1942 cu Condensatoarele lor. Răcitoarele și comutatoarele din sala de mașini și purificatoarele, filtrele, pompele și destilatoarele din sala de apă din anii 1940; Ascensoarele de cărbune, vagonetele, hambarele, materialele de tâmplărie și firărie, etc.; Situate în rezervă și în grădina: generatoarele de la alte centrale, regulatoarele de viteză, supapele, elementele care au făcut parte din iluminatul public al Lisabonei, electrodomesticele din toate epocile, tipurile si clasele, etc.